# Pierre Laurendeau (écrivain)
Pour les articles homonymes, voir Laurendeau et Pierre Laurendeau (homonymie).
Pierre Laurendeau est un éditeur et écrivain français né en 1953 à Angers. Il a écrit plusieurs ouvrages sous son nom ou sous des noms d'emprunt, dont celui de Pierre Charmoz.

## Parcours
Il fonde la maison d'édition Deleatur, active de 1978 à 2003, puis, avec son épouse Agnès Jehier, Le Polygraphe en 1990. Il a également exercé le métier de correcteur pendant dix ans et collaboré au Nouvel Observateur.

## Pierre Charmoz
Sous le pseudonyme de Pierre Charmoz, il a publié plusieurs romans et nouvelles liés à la montagne.
Cime et Châtiment (1982) allie les standards du roman policier, qu'il met à mal, et une dose marquée d'érotisme torride. Sa nouvelle Première ascension népalaise de la tour Eiffel dénonce avec humour les méfaits de l'himalayisme colonialiste en retournant la situation, puisque ce sont les sherpas qui viennent faire l'ascension de la tour Eiffel.

## Hurl Barbe
Sous le pseudonyme Hurl Barbe, il publie en 1979 Alice crime, ou meurtres en série noire. Il s'agit du premier roman utilisant les recherches de l'Oulipopo. C'est « une espèce de grand délire policier, sans queue ni tête, mais bourré de trouvailles littéraires, de jeux de mots, de personnages dont la plupart ont un nom commençant par Du. [...] Y apparaît François Le Lionnais, le créateur de l'Oulipopo. [...] Les numéros de pages vont en décroissant, les chapitres également, et par demi, pour parvenir enfin aux chapitres moins un demi, puis moins un. [...] Le livre se veut illogique au possible, les explications finales censées faire tout comprendre au lecteur ne font que savamment l'embrouiller. »